# María de Maeztu

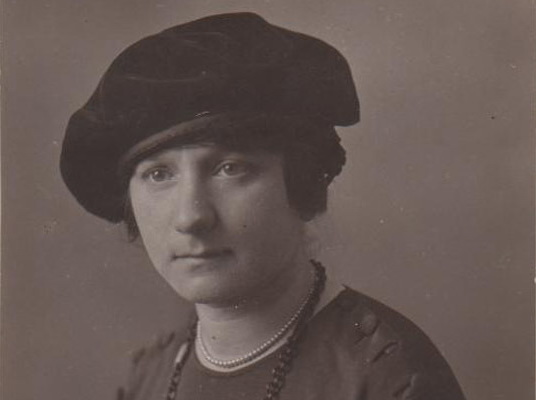
María de Maeztu, 1923

María de Maeztu y Whitney (* 18. Juli 1881 in Vitoria-Gasteiz; † 7. Januar 1948 in Mar del Plata) war eine spanische Pädagogin und Humanistin. Von 1915 bis 1936 leitete sie die Residencia de Señoritas, ein von ihr gegründetes Zentrum für Studentinnen. Sie war Mitglied des Verwaltungsrats der Instituto Escuela und leitete den von ihr mit gegründeten Lyceum Club Femenino von 1926 bis 1936. Von 1927 bis 1930 war sie Mitglied der während der Diktatur des Miguel Primo de Rivera eingerichteten Asamblea Nacional Consultiva. Sie zählte zur Generación del 98. Sie starb im Alter von sechsundsechzig Jahren im argentinischen Exil, in das sie 1936 mit dem Beginn des Spanischen Bürgerkriegs gegangen war.

## Leben
Maeztu wurde als Tochter von Juana Whitney y Donè und dem Ingenieur Manuel de Maeztu y Rodríguez geboren. Ihre Mutter war Englischlehrerin, die Tochter eines britischen Diplomaten, die 1857 in Paris geboren wurde und 1945 in Estella-Lizarra starb. Ihr Vater war ein kubanischer Großgrundbesitzer navarrischer Abstammung, geboren in Cienfuegos, Sohn des letzten Generalintendanten, als die Insel Kuba noch spanisches Territorium war. Die Eltern lernten sich in Paris kennen und ließen sich in Vitoria-Gasteiz, dem Wohnsitz der Familie Maeztu nieder, ohne jemals zu heiraten. Das Paar hatte fünf Kinder: Ramiro, Ángela, Miguel, María und Gustavo.
Das Geschäft des Vaters beruhte auf der Zugehörigkeit Kubas zu Spanien, so dass die Unabhängigkeit Kubas das Familienunternehmen ruinierte und sein Tod in Kuba im Jahr 1898 zu einer Reihe verwirrender administrativer Probleme im Zusammenhang mit seinem Erbe führte. Dies brachte Juana Whitney und ihre Kinder in eine prekäre Lage, so dass die Familie nach Bilbao umzog, wo Whitney die Academia Anglo-Francesa (später Academia Maeztu) gründete, in der sie Englisch und ihre Tochter Ángela Französisch unterrichtete.
María de Maeztu absolvierte die Escuela Normal de Magisterio (1896–1898) und arbeitete auch in der Einrichtung ihrer Mutter mit, bis sie 1902 eine Stelle als Lehrerin an einer öffentlichen Schule zunächst in Santander antrat, von wo aus sie fünf Monate später nach Bilbao versetzt wurde. Sie blieb bis 1909 in Madrid Lehrerin. Sie reflektierte ihre Erfahrungen als Lehrerin und zog Schlussfolgerungen wie die, die sie Jahre später an der Universität Oviedo äußerte: „Das alte Sprichwort, dass Lesen und Schreiben mit Blut einhergeht, ist wahr, aber es sollte nicht mit dem des Kindes sein, sondern mit dem des Lehrers.“
In der Zwischenzeit setzte sie ihr Universitätsstudium fort. Nachdem sie 1907 ihr Abitur am Instituto de Vitoria gemacht hatte, schrieb sie sich zwei Jahre später zunächst als inoffizielle Studentin an der Universidad de Salamanca ein. Sie schloss ihr Studium in Philosophie und Literatur dann 1915 an der Universidad Central de Madrid. Ab 1908 erhielt sie aufgrund ihrer in Spanien seltenen Sprachkenntnisse ein Stipendium der Junta para Ampliación de Estudios.
Von Oktober 1909 bis Juni 1912 lebte sie in Madrid und nahm als offizielle Studentin am Unterricht der Sektion für Literatur an der neu gegründeten Escuela de Estudios Superiores de Magisterio (Hochschule für Lehrerausbildung) teil. Am Ende wurde sie zur ordentlichen Professorin an der Escuela Superior de Maestras de Cádiz ernannt, ein Amt, das sie aber nicht übernahm.
In den folgenden Jahren setzte Maeztu ihre internationale Ausbildung fort und reiste nach Brüssel (1910) und nach Deutschland, wo sie 1912 an der Universität Marburg bei Paul Natorp und Nicolai Hartmann studierte. Diese Reise wurde von José Ortega y Gasset angeregt, um das Gedankengut des deutschen Neukantianismus kennenzulernen. Nach ihrer Rückkehr nach Madrid schloss sie sich dem Centro de Estudios Históricos an, das zum Umfeld von Ortega y Gasset gehörte.
Im Frühjahr 1919 besuchte Maeztu das Smith College, die private amerikanische Frauenuniversität in Northampton, MA, und bei diesem Besuch wurde ihr bei der Abschlussfeier des Colleges am 17. Juni 1919 die Ehrendoktorwürde (LL.D.) verliehen. Dies verschaffte ihr akademische Referenzen in den Vereinigten Staaten, die es ihr ermöglichten, dauerhafte Beziehungen zur Zusammenarbeit mit verschiedenen amerikanischen Universitäten zu knüpfen.

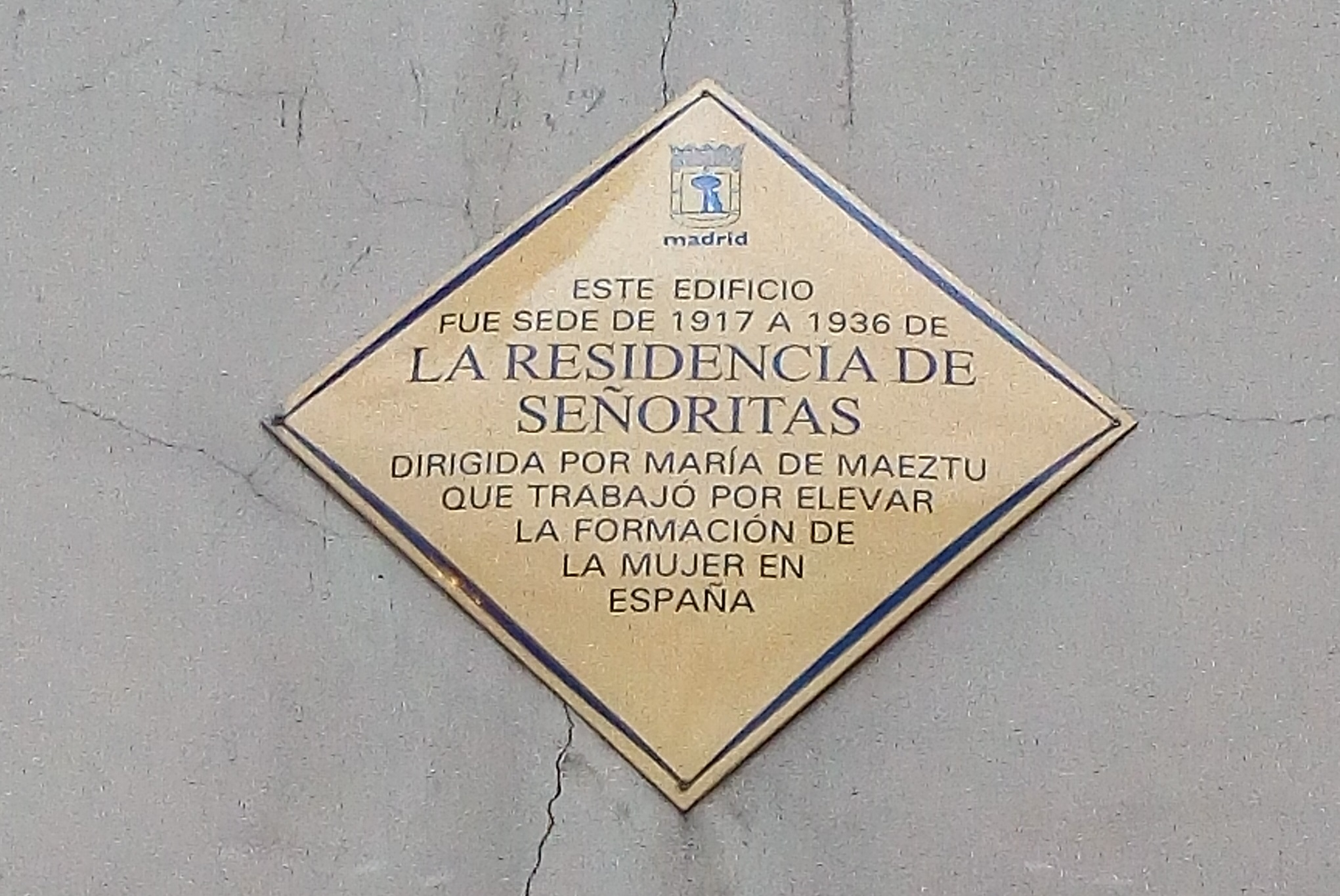
Plakette am Platzes des Sitzes der Residencia de Señoritas in Madrid

Die von der Junta para Ampliación de Estudios in Madrid gegründete internationale Residencia de Señoritas wurde ihr zur Organisation und Leitung anvertraut, ein Amt, das sie von 1915 bis 1936 innehatte und das zum großen Projekt ihres Lebens werden sollte. In einem Artikel mit dem Titel Lo único que pedimos („Das Einzige, worum wir bitten“), der in der Zeitschrift La Mujer Moderna veröffentlicht wurde, erläuterte sie ihren Standpunkt zur Emanzipation der Frau: „Ich bin Feministin; ich würde mich schämen, es nicht zu sein, denn ich glaube, dass jede denkende Frau den Wunsch verspüren sollte, als Person am Gesamtwerk der menschlichen Kultur mitzuwirken.“
Die Residencia de Señoritas teilte ihre Ziele mit dem älteren Instituto Internacional de Madrid, das von Susan Huntington geleitet wurde. Aufgrund ihrer Beziehung zu Huntington unternahm Maeztu Reisen in die Vereinigten Staaten, wo sie das erste Studienprogramm für Frauen im Ausland ins Leben rief. Im Jahr 1923 wurden alle diese Kooperationen in einem bilateralen Kooperationsabkommen zusammengefasst, das vier Arten von Initiativen vorsah: Austausch von Studentinnen, Assistentinnenstellen im Ausland, Forschungsstipendien und Austausch von Labor- und bibliografischem Material. Die Residencia de Señoritas stand allen Mädchen über siebzehn Jahren offen, die in Madrid studierten oder sich darauf vorbereiteten, in die Universitätsfakultäten der Escuela Superior de Magisterio, der Escuela Normal oder der Escuela del Hogar y Profesional de la Mujer einzutreten, oder die ihre wissenschaftliche Ausbildung privat organisierten. Auch ausländische und externe Studierende wurden zugelassen. Zusätzlich zu ihrem Aufenthalt wurden ihnen Klassen und Kurse angeboten, die in den Räumlichkeiten stattfanden. So gab es ergänzende Kurse in Pädagogik und Philosophie, die von Maeztu gehalten wurden. Der Erfolg war durchschlagend, und schon bald überstieg die Zahl der Studentinnen und Doktorandinnen die Zahl der angehenden Lehrerinnen. Außerdem war die Residencia de Señoritas ein Treffpunkt für Konferenzen und Kurse, deren Publikum hauptsächlich aus Frauen bestand und die in den 1920er Jahren und während der Zweiten Republik in Madrid große Bekanntheit erlangten. Zu den prominentesten Teilnehmerinnen gehörten die Dichterin Concha Méndez, die Juristinnen Victoria Kent und Matilde Huici, die spätere republikanische Abgeordnete Francisca Bohigas, die Journalistinnen María Luz Morales und Josefina Carabias, die Physikerin Felisa Martín Bravo, die Künstlerin Maruja Mallo und die Ärztinnen Cecilia García de Cosa und Elisa Soriano.
Eine der wichtigsten Persönlichkeiten, die die Residencia de Señoritas besuchten, war Gabriela Mistral, die im Dezember 1924 dort wohnte. Die beiden Frauen pflegten eine langjährige Freundschaft, die bis zu Maeztus Tod im Jahr 1948 andauern sollte. Sie teilten die Idee von Iberoamérica, ihren pädagogische Überzeugungen und ein tiefes Christentum. Mistral widmete Maeztu das Gedicht Salutation, das bei der Veranstaltung des PEN-Clubs vorgetragen und am 17. Dezember 1924 in El Sol veröffentlicht wurde.
1921 gründete sie zusammen mit Clara Campoamor die Federación de Mujeres Universitarias, mit Maeztu als Vizepräsidentin und Campoamor als Sekretärin. 1928 fand der „XII Congreso Internacional de Mujeres Universitarias“ in Madrid statt, und zahlreiche Delegierte wohnten in der Residencia de Señoritas. Spanien war durch Maeztu, Matilde Huici, Jimena Quirós, Matilde Ruiz und Clara Campoamor vertreten. 1931 wohnte auch Marie Curie während ihres Aufenthalts in Madrid in der Residencia de Señoritas. 1931 und 1935 hielt Victoria Ocampo Vorträge. Maria Montessori war auch zu Gast, als sie 1934 in Madrid Vorträge über ihre Methode hielt.
María de Maeztu gelang es, ihre Arbeit in der Residencia de Señoritas mit der Leitung einer der Abteilungen des ebenfalls 1918 von der Junta gegründeten Instituto Escuela zu verbinden, wo sie ihre pädagogischen Ideen noch weiter verwirklichen konnte. Dieses Institut war als offizielles Zentrum für das Sekundarschulwesen konzipiert, in dem Lehrpläne und Unterrichtsmethoden erprobt und später in ganz Spanien eingeführt wurden. Es war auch ein Zentrum für Lehrproben angehender Lehrerinnen und Lehrer. Für Maeztu war nicht wichtig, dass Kinder lernen und wiederholen, sondern dass sie reflektieren, beobachten und ausführen. Aus diesem Grund sollte der gesamte Unterricht auf Fakten und der Beobachtung von Phänomenen beruhen. Sie legte besonderen Wert darauf, dass es keine Lehrbücher gab, sondern dass die Schüler von Anfang an ihre eigenen Notizen machten, damit sie sich daran gewöhnten, das Gehörte zu interpretieren. Hervorzuheben war auch die Biblioteca literaria del estudiante des Instituts, eine Sammlung ausgewählter Bücher zur spanischen Literatur unter der Leitung von Ramón Menéndez Pidal. Sie blieb am Instituto Escuela von dessen Gründung bis zu ihrem Rücktritt 1934.
1926 war María de Maeztu Mitbegründerin und erste Präsidentin Lyceum Club Femenino. Maeztu war von Anfang an für einen gemischten Club, musste sich aber den in ganz Europa geltenden Regeln für solche Vereinigungen beugen. Der Lyceum Club Femenino sollte den kollektiven Geist von Frauen fördern und auch verheirateten Frauen offen stehen. Er wurde mit hundertfünfzig Mitgliedern aller Richtungen gegründet. Nach internationalem Vorbild gab es Abteilungen für Literatur, Wissenschaft, bildende und industrielle Kunst, Soziales, Musik und Internationales. Maeztu organisierte Kurse, Vorträge, Konzerte und Ausstellungen von Intellektuellen, Wissenschaftlern und in- und ausländischen Künstlern. Federico García Lorca las aus seinem Buch Poeta en Nueva York und hielt einen Vortrag; Miguel de Unamuno las aus seinem Drama Raquel encadenada. Vizepräsidentinnen waren Isabel Oyarzábal und Victoria Kent, Sekretärin Zenobia Camprubí, Vize-Sekretärin Helen Philips, Schatzmeisterin Amalia Galárraga und Bibliothekarin María Martos de Baeza. Die Ehrenpräsidentschaft wurde von Königin Victoria Eugenia und der Herzogin von Alba übernommen.
Während der Diktatur von Miguel Primo de Rivera ließ sich María de Maeztu mit Unterstützung ihres Bruders Ramiro zusammen mit 12 anderen Frauen als Abgeordnete der Nationalversammlung in der Abteilung für Bildung aufstellen. Zwischen 1926 und 1929 unternahm sie mehrere Reisen nach Amerika: Argentinien, Uruguay und Mexiko, wo sie Kurse über Bildung und Vorträge über spanische Kultur hielt. Sie war auch spanische Delegierte bei verschiedenen Bildungskongressen in Europa und Amerika. 1930 war sie Mitglied des Rates für das öffentliche Schulwesen und 1934 Mitglied des Nationalen Kulturrates. 1932 wurde sie Universitätsdozentin in der neu geschaffenen Abteilung für Pädagogik an der Philosophischen Fakultät der Universidad Central de Madrid, eine Stelle, die sie bis 1936 innehatte.
Als 1936 der Bürgerkrieg ausbrach, war die Erschießung ihres Bruders Ramiro, der sich nach einer Jugend im radikalen Liberalismus zur Ideologie der nationalistischen Rechten bewegt hatte, ein schwerer Schlag für Maria. Obwohl einige Quellen darauf hinweisen, dass sie von ihrem Posten in der Residencia de Señoritas abberufen wurde, ist eher davon auszugehen, dass sie im September 1936 zurücktrat. Sie verließ Spanien und gin zunächst in die Vereinigten Staaten. Nachdem sie US-amerikanische Angebote abgelehnt hatte (eine Professur am Barnard College und eine Lehrtätigkeit am Vassar College), ließ sie sich in Argentinien nieder, weil die Regierung ihr versprochen hatte, in Buenos Aires eine neue Residencia de Señoritas einzurichten. Dieses Versprechen wurde zwar nicht eingelöst, aber sie erhielt an der dortigen Universidad de Buenos Aires den Lehrstuhl für Geschichte der Erziehung, den sie bis zu ihrem Tod innehatte.
Im Januar 1947 reiste sie anlässlich des Todes ihres Bruders Gustavo nach Spanien und hielt eine Rede bei der Einweihung des „Ramiro de Maeztu“-Lehrstuhls an der Universidad Central von Madrid. Sie kehrte nach Buenos Aires zurück und starb im folgenden Jahr. Ihr Leichnam wurde unter großen Ehren in das Familienmausoleum in Estella-Lizarra überführt.
Mehrere Universitäten auf der ganzen Welt verliehen ihr die Ehrendoktorwürde. 2008 wurde ihr zu Ehren der Seenotrettungsschlepper BS-13 María de Maeztu zu Wasser gelassen. Im Jahr 2016 zeichnete die spanische Regierung mit der Auszeichnung Unidad de Excelencia María de Maeztu diejenigen „öffentlichen Forschungseinheiten in allen wissenschaftlichen Bereichen aus, die auf internationaler Ebene Wirkung und wissenschaftliche Führungsqualitäten zeigen und aktiv mit ihrem gesellschaftlichen und wirtschaftlichen Umfeld zusammenarbeiten“.

## Pädagogisches Werk
Maeztu widmete sich ihr Leben lang nicht nur der konkreten Arbeit als Lehrerin, sondern setzte sich insgesamt für eine Vermittlung einer intellektuellen Bildung ein, die zu zivilem Verantwortungsbewusstsein und einer gleichberechtigten und integralen Beteiligung am Aufbau Spaniens anregen sollte. Ihre Lehrtätigkeit war stark geprägt von Ausbildungsaufenthalten in verschiedenen europäischen Ländern: Belgien, Schweiz, Italien und England. In der engen Zusammenarbeit mit Susan Huntington Vernon am Instituto Internacional de Madrid lernte sie das amerikanische Bildungsumfeld kennen. Diese Einrichtung wandte eine innovative Lehrmethodik an, die auf Koexistenz, Toleranz und der Integration von Wissenschaft und Kunst beruht. Der Unterricht der Studentierenden wurde durch Vorlesungen von Ortega y Gasset und Juan Ramón Jiménez und anderen ergänzt. Der akademische Lehrplan wurde um neue akademische Disziplinen erweitert: Wirtschaft, Recht, Naturwissenschaften, Biologie und Chemie. Maeztu verband ihre Arbeit als Direktor der Residencia de Señoritas und ihre Lehrtätigkeit mit Aufgaben als offizielle Vertreterin Spaniens auf internationalen Bildungskongressen.
In den Jahren 1907, 1908 und 1909 beantragte sie jeweils bei der Junta eine Freistellung, um ihre pädagogischen Studien fortzusetzen. In ihrer Projektarbeit betonte sie, was sie an der englischen Erziehung für bewundernswert hielt: das Prinzip der geistigen Ökonomie, aktive Methoden, Spiele und Kontakt mit der Natur sowie den Lehrenden als wesentliches Element der Schule. Ausbildung des Lehrpersonals war dann auch eines der Hauptziele des Instituto Escuela. Maeztu entwickelte sich von einem anfänglichen Europäismus, der mit ihren Verbindungen zur Junta para Ampliación de Estudios zusammenhing, zu einer Position, die der ihres Bruders Ramiro, eines katholisch-spanischen Traditionalisten, näher stand. Für sie war der Lehrerberuf eine innige Berufung und sie bekräftigte, dass „die Schule für den Lehrer der Altar sein sollte, auf dem er sein Leben Gott darbringt“. Dies veranlasste sie, sich mit der heiligen Teresa von Ávila zu identifizieren und zu bekräftigen, dass sie, wenn sie im 16. Jahrhundert leben würde, Krankenhäuser, Schulen und Universitäten gründen würde. Das Buch El problema de la ética, la enseñanza de la moral, das sie 1938 im Exil schrieb, fasst ein pädagogisches Konzept zusammen, der die Religion in den Mittelpunkt der Erziehung stellt. Darin stellt Maeztu die Verbindung zwischen Moral und Religion her, und zwar durch die lineare Kette Moral-Pflicht-Regel-Verpflichtung-Disziplin-Autorität-Verwaltung-Religion. Diese Idee hatte sie bereits 1925 in ihrem Aufsatz über die Erziehung am Instituto Escuela geäußert. Für sie „bedeutet der Gehorsam, den die Disziplin verlangt, nicht die Verleugnung des eigenen Willens; er besteht einfach darin, sich dem Willen des [göttlichen] Führers zu unterwerfen, weil er der Beste ist und den Weg kennt“.
Drei ehemalige Schülerinnen des Instituto Escuela begannen Anfang der 1940er Jahre, sich heimlich zu treffen, um das Bildungsprojekt, an dem sie teilgenommen hatten, fortzusetzen. So gründeten Jimena Menéndez-Pidal, Ángeles Gasset und Carmen García del Diestro das Colegio Estudio in Madrid, das ihre Bildungsarbeit bis heute fortsetzt.

## Werk
Die wichtigsten Veröffentlichungen von Maeztu stammen aus ihrem letzten Lebensabschnitt, in dem sie sich verstärkt dem Schreiben widmete. Ihr Hauptziel war es, das Werk und das Denken ihres Bruders Ramiro zusammenzustellen und zu verbreiten. In Anlehnung an sein Denken, das dem der Renovación Española entsprach, schrieb sie El problema de la ética (1938) und Historia de la cultura europea (1941). 1943 veröffentlichte sie ihr bekanntestes Werk, Antología. Siglo XX. Prosistas españoles. Semblanzas y comentarios, eine Auswahl von Schriftstellern wie Unamuno, Ortega, Azorín, Valle-Inclán, Baroja und Ramiro de Maeztu. Die Sammlung war ein für die damalige Zeit modernes, didaktisch ausgerichtetes Buch, das sich vorzugsweise an Gymnasiallehrer richtete, um ihnen geeignete Lektüre für ihre Schüler an die Hand zu geben.
Ihre Beherrschung mehrerer Sprachen führte zu einigen Übersetzungen in Spanische: die Werke des Deutschen Paul Natorp wie Curso de pedagogía (1915) und Religión y humanidad: la religión dentro de los límites de la humanidad: contribución a la fundación de la pedagogía social (1914), oder die Historia de la pedagogía des Engländers Paul Monroe (1918 und 1931).
Auswahl wesentlicher Schriften
- La Pedagogía en Londres y las escuelas de párvulos. In: Anales de la Junta para la Ampliación de Estudios e Investigaciones Científicas. Band 1. mpr. y Encuadernación E. Raso, Madrid 1909.
- El trabajo de la mujer: nuevas perspectivas: conferencias pronunciada el día 8 de abril de 1933. Escuela de Enfermeras del Hospital Central de la Cruz Roja Española, Madrid 1933.
- El problema de la Ética: la enseñanza de la moral. L. Gotelli, Buenos Aires 1938.
- Historia de la Cultura Europea. La Edad Moderna: Grandeza y Servidumbre. Juventud Argentina, Biblioteca de la Esfinge, Buenos Aires 1941.
- Antología. Siglo XX. Prosistas españoles. Semblanzas y comentarios. Espasa-Calpe, Madrid 1943.